# Guillermo Sepúlveda
Pour les articles homonymes, voir Sepúlveda.
Guillermo Sepúlveda Rodríguez (né le 28 février 1934 à Guadalajara au Mexique et mort le 19 mai 2021) est un joueur de football international mexicain, qui évoluait au poste de défenseur.

## Biographie

### Carrière en club
Avec le Chivas de Guadalajara, il remporte 7 titres de champion du Mexique et une Coupe des champions de la CONCACAF.

### Carrière en sélection
Avec l'équipe du Mexique, il joue 29 matchs (pour aucun but inscrit) entre 1959 et 1966. Il est titulaire lors du match du 10 mai 1961 face à l'Angleterre, la plus lourde défaite de l'histoire de l'équipe du Mexique (0-8). 
Il figure dans le groupe des sélectionnés lors des coupes du monde de 1958 et de 1962. Lors du mondial 1958 organisé en Suède, il joue un match contre la Hongrie. Lors du mondial 1962, il dispute trois matchs : contre le Brésil, l'Espagne et la Tchécoslovaquie.

## Palmarès
Chivas
| - Championnat du Mexique (7) : - Vainqueur : 1956-57, 1958-59, 1959-60, 1960-61, 1961-62, 1963-64 et 1964-65. - Coupe du Mexique (1) : - Vainqueur : 1962-63. |  | - Supercoupe du Mexique (6) : - Vainqueur : 1957, 1959, 1960, 1961, 1964 et 1965. - Ligue des champions (1) : - Vainqueur : 1962. - Finaliste : 1963. |